# Vasilevičy
Vasilevičy (in bielorusso Васілевічы?; in russo Василевичи?, Vasileviči) è un comune della Bielorussia, situato nella regione di Homel'.